# Svetoslav Roerich

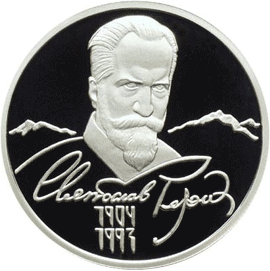

Svetoslav Roerich (ryska: Святосла́в Никола́евич Рёрих, Svjatoslav Nikolajevitj Rjorich), född 1904 i Sankt Petersburg, Ryssland, död 
30 januari 1993 i Bangalore, Indien, var en rysk-indisk målare. Roerich var son till mångkonstnären och vetenskapsmannen Nicholas Roerich (Nikolaj Rjorich) och författarinnan Helena Roerich (Jelena Sjaposjnikova).
Roerich studerade i Stockholm och London innan han avlade akademisk examen vid Harvard 1920. Efter att ha gift sig med den indiska filmstjärnan Devika Rani 1945 bosatte han sig i den sydindiska staden Bangalore. Roerichs konst hade ofta indiska motiv, och 1961 fick han av indiska regeringen det prestigefulla indiska priset Padmabhushana.
- Wikimedia Commons har media som rör Svetoslav Roerich.